# Gens Carelia
La gens Carelia fue una familia romana menor durante la última República y en la época imperial. Se conoce de unos pocos individuos. Carelia era una rica amiga de Cicerón, distinguida por su amor por las búsquedas filosóficas. Carelio Prisco fue gobernador de la Bretaña romana a finales del siglo II.

## Miembros
- Carelia, rica amiga de Cicerón, siglo I a. C.
- Quinto Cerelio, tribuno de la plebe, pretor y legado de Marco Antonio, siglo I a. C.
- Quinto Cerelio Quirina, su hijo, legado del emperador Tiberio, siglo I.
- Cayo Carelio Policiano con el agnomen Helvino, procónsul de Macedonia
- Carelio Prisco, legado romano en Gran Bretaña, siglo II
- Décimo Caerelio Víctor, caballero romano del siglo II
- Cayo Cerelio Sabino, legado legionario y gobernador de Recia a finales del siglo II
- Cayo Carelio Fufidio Annio Ravus, su hijo, oficial militar y funcionario de Caracalla, siglo II
- Quinto Carelio, un rico romano del siglo III, a quien Censorino dedicó un libro